# 피터 니콜
피터 니콜(Peter Nicol, MBE, 1973년 4월 5일 ~ )은 스코틀랜드의 프로스쿼시 선수이다. 영국 연방의 첫 스쿼시 선수로 알려져 있다.
애버딘셔의 인버루어리에서 태어났다. 1998년에 스코틀랜드 출신으로 활약할 당시 그는 영국 연방 출신 선수로서는 처음으로 세계랭킹 1위에 올랐다. 또한 1번의 월드 오픈 타이틀과 2번의 브리티시 오픈 타이틀, 그리고 4번의 코먼웰스 게임 금메달을 획득했다.
선수활동 시기의 니콜은 어려운 경기를 뒤집는 탁월한 경기운영능력으로 유명하다. 그의 라이벌격인 캐나다출신의 조나돈 파워는 스쿼시 역사상 가장 유명하고 널리 알려진 선수이다.
니콜은 2002-2003 시즌을 제외한 24개월 연속을 포한해서 총 60개월 동안 랭킹 1위의 자리에 군림하였다.
1997-1998시즌 월드 오픈에서의 2위를 차지한 후에 1999년 니콜은 이집트 출신의 암드 바라다를 15-9 15-13 15-11의 스코어로 물리치고 우승을 차지하였다. 그는 계속하여 2002년까지 월드 챔피언이라는 타이틀을 거머쥐고 있었다. 2000과 2001년 남자 월드오픈은 경기주최 보안상의 어려움을 이유로 개최되지 못하였다.
스코틀랜드 대표로 활동한 이후에 스코틀랜드 스쿼시 협회의 효율적인 지원을 받지 못한다고 느낀 그는 2001년 잉글랜드 대표로 자리를 옮겼다.
니콜은 1998년 메달스포츠로 변한 커먼웰스 게임즈에서 스코틀랜드 대표로 성공하였다고 인정받고 있다. 그는 남자 개인에서 금메달(조나돈 파워를 결승에서 패퇴) 남자복식에서 금메달(파트너 리 비칠)을 목에 걸었고, 2006년 잉글랜드 대표로 다시 출전하여 우승하여 남자개인에서 금메달(결승에서 데이비드 파머를 격퇴) 그리고 리 비칠과 다시 호흡을 맞추어 또다시 금메달을 목에 걸었다.
또 다른 눈부신 수상경력으로는 3번 연속으로 슈퍼 시리즈 파이널즈 타이틀(1999-2001) 획득, 2번의 PSA 마스터즈 타이틀 (2000 & 2004), 3번의 토너먼트 오브 챔피언즈 타이틀 (2001 & 2003-4) 그리고 2번의 브리티시 내셔널 선수권 타이틀 (1996 & 2003) 획득 등이 있다.
2006년 7월 니콜은 9월에 있을 2006 월드 오픈에서 은퇴를 한다고 공표하고, 티에리 랭쿠와의 4강 경기에서 패한 것을 마지막으로 은퇴하였다.

### 월드 오픈 결승전 전적
| 우승 (1)   |                           |                          |
| 연도       | 결승전 상대               | 결승전 점수              |
| 1999년     | 암드 바라다(Ahmed Barada) | 15-9, 15-13, 15-11       |
| 준우승 (2) |                           |                          |
| 연도       | 결승전 상대               | 결승전 점수              |
| 1997년     | 로드니 아일즈             | 15-17, 15-7, 15-9, 15-10 |
| 1998년     | 조나돈 파워               | 15-11, 15-12, 15-12      |

### 브리티시 오픈 결승전 전적
| 우승 (2)   |               |                                |
| 연도       | 결승전 상대   | 결승전 점수                    |
| 1998년     | 장셔 칸       | 17-16, 15-4, 15-5              |
| 2002년     | 존 화이트     | 15-9, 15-8, 15-8               |
| 준우승 (3) |               |                                |
| 연도       | 결승전 상대   | 결승전 점수                    |
| 1997년     | 장셔 칸       | 17-15, 9-15, 15-12, 8-15, 15-8 |
| 1999년     | 조나돈 파워   | 15-17, 15-12 (retired)         |
| 2003년     | 데이비드 파머 | 15-13, 15-13, 15-8             |

### 커먼웰스 게임즈 결승전 전적
| 우승 (2)   |               |                         |
| 연도       | 결승전 상대   | 결승전 점수             |
| 1998년     | 조나돈 파워   | 3-9, 9-2, 9-1, 2-9, 9-2 |
| 2006년     | 데이비드 파머 | 9-5, 10-8, 4-9, 9-2     |
| 준우승 (1) |               |                         |
| 연도       | 결승전 상대   | 결승전 점수             |
| 2002년     | 조나돈 파워   | 9-4, 4-9, 9-3, 9-0      |

## 서훈
- 1999년 대영 제국 훈장 5등급(MBE) 수훈[1]

## 같이 보기
- 스쿼시 선수 목록